# الطاقة في الهند

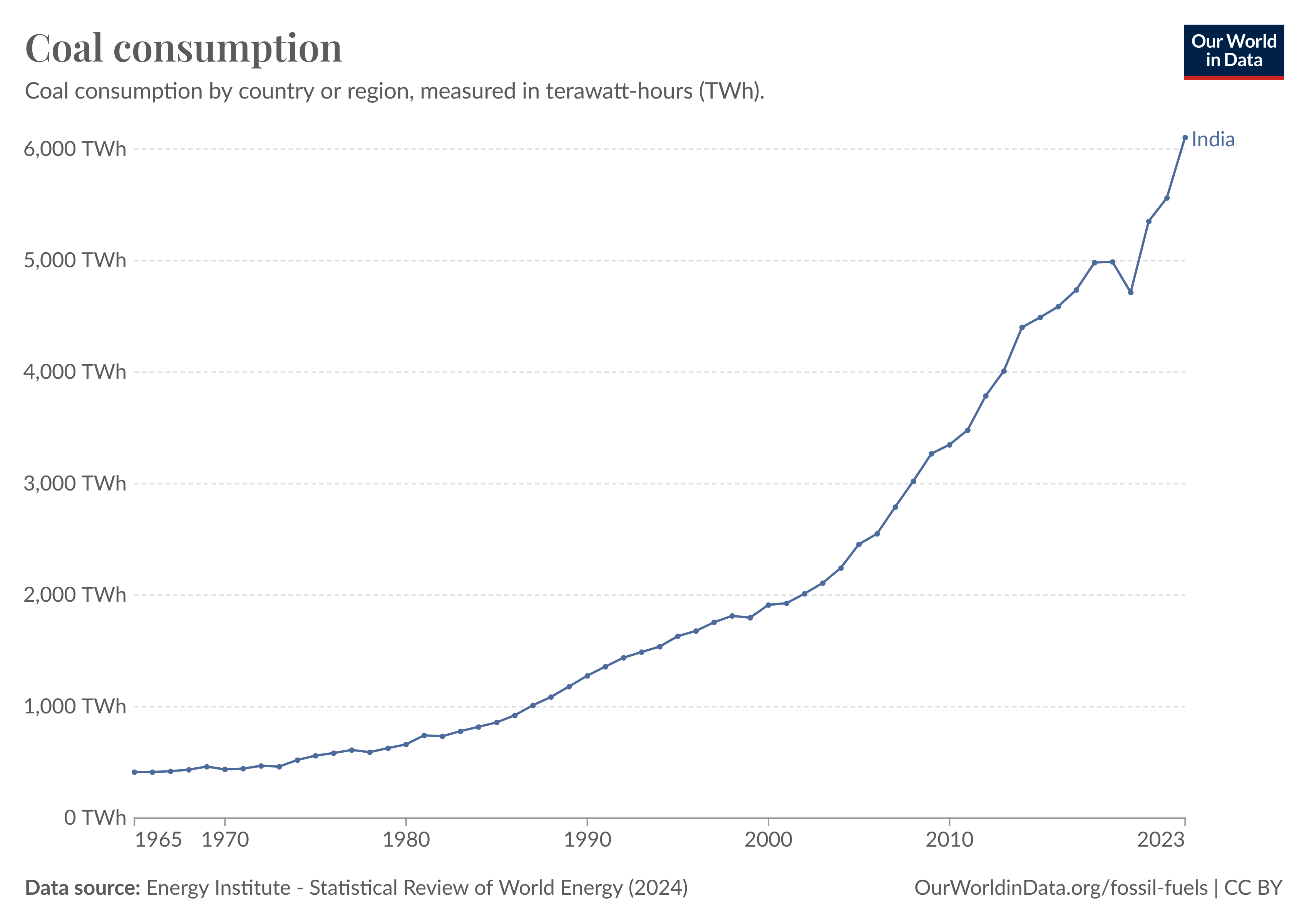
استهلاك الفحم في الهند: تطور استهلاك الطاقة من الفحم بين 1965 و2023

منذ عام 2013، احتلت الهند المرتبة الثالثة من إجمالي استهلاك الطاقة الأولية في العالم، ذلك بعد الصين والولايات المتحدة. تعدّ الهند ثاني أكبر مستهلك للفحم الحجري في عام 2017 بعد الصين. احتلت الهند المرتبة الثالثة في استهلاك النفط بنسبة 22.1 كرور روبية (221 مليون) طن في عام 2017 بعد الولايات المتحدة والصين. استوردت الهند صافي احتياجاتها من الطاقة لتلبية ما يقرب من 47٪ من إجمالي طاقتها الأولية في عام 2019.

## الفحم الحجري
تعد الهند ثاني أكبر منتج وأيضًا ثاني أكبر مستورد للفحم الحجري. يخضع مصنع الأسمدة القائم على الفحم الحجري في تالشر للمراحل النهائية من التنفيذ لإنتاج 1.21 مليون طن من اليوريا. تم تصميم هذا المصنع لاستخدام الفحم المحلي الممزوج بكوك النفط المتاح من مصافي النفط الخام. تخطط الهند لاستخدام 100 مليون طن من الفحم الحجي لعملية التغويز بحلول عام 2030.
بلغ إنتاج الفحم الحجري والليجنيت 73.1 كرور روبية (731 مليون) طن في السنة المالية 2019-2020. احتلت الهند المرتبة الرابعة بكونها من أكبر منتجي الفحم الحجري في عام 2017 بحصولها على 294.2 مليون طن (7.8٪ حصة عالمية). يتم توليد ما يقرب من 80٪ من إجمالي الكهرباء (العامة والخاصة) في الهند من الفحم الحجري وهي تعد المصدر الرئيسي لانبعاثات غازات الاحتباس الحراري في البلاد.
وفقًا لمنظمة السلام الأخضر، يقع أكبر حزام للفحم الحجري في الهند في مدينة جهاريا. قبل تعدين الفحم، كانت جهاريا عبارة عن غابات تسكنها القبائل. في عام 1971، تم تأميم مناجم استخراج الفحم. استحوذت شركة بهارات (بي سي سي إل) على مناجم جهاريا.
تمثل الهند أعلى تركيز في العالم لحرائق الفحم. تعاني منطقة المناجم من تلوث الهواء والماء والتربة.
اعتبارًا من عام 2019، تم دمج إنتاج الفحم في الحكومة المركزية؛ على سبيل المثال، تمتلك الحكومة حوالي 75٪ من شركة فحم الهند، التي زودت حوالي 84٪ من الفحم الحراري في الهند.
تستورد الهند فحم الكوك لأن رواسبه عالية الجودة ومناسبة لإنتاج الحديد والصلب غير المتوفر. في السنة المالية 2021-22، استوردت الهند ما يقرب من 57.16 مليون طن (90٪) مقابل استهلاك 63.74 طن متري. يتم اتباع طريق الحديد الإسفنجي باستخدام الفحم غير المعدّن لإنتاج الحديد والفولاذ الذي لا يعتمد على فحم الكوك أو الغاز الطبيعي.

## النفط والغاز الطبيعي
احتلت الهند المرتبة الثالثة من أكبر مستهلكي النفط الخام على مستوى العالم (4.8٪ من العالم) مع 221 مليون طن في عام 2017. احتلت الهند الرمتبة الثانية من أكبر مستوردي النفط الخام (بما في ذلك منتجات النفط الخام) بمقدار 205.3 مليون طن في عام 2019. تمتلك الهند 49,72 ألف (4,972 مليون) برميل يوميًا (5,1% من العالم) من طاقة تكرير النفط الخام، وبذلك احتلت المرتبة الرابعة عالميًا في عام 2017.